# گالبه
گالبه (به اسپانیایی: Galve, Teruel) یک شهرستان در اسپانیا است که در استان تروئل واقع شده‌است.

## خصوصیات
گالبه ۶۱٫۹۰ کیلومترمربع مساحت و ۱۴۵ نفر جمعیت دارد.